# Velone-Orneto
Velone-Orneto település Franciaországban, Haute-Corse megyében. Lakosainak száma 105 fő (2022. január 1.). Velone-Orneto Monacia-d’Orezza, Parata, Pero-Casevecchie, Piazzole, Poggio-Mezzana, Pruno, San-Damiano, San-Giovanni-di-Moriani és Talasani községekkel határos.

## Népesség
A település népessége az elmúlt években az alábbi módon változott:
| Lakosok száma | 178  | 113  | 109  | 110  | 108  | 114  | 117  | 123  | 117  | 105  |
|               | 1968 | 1982 | 1990 | 2006 | 2013 | 2015 | 2017 | 2019 | 2020 | 2022 |